# Thusis
Thusis est une commune suisse du canton des Grisons, située dans la région de Viamala.
Le 1er janvier 2018, Thusis absorbe la commune voisine de Mutten.

Vue aérienne par (1947).

## Transports
- Ligne ferroviaire RhB Coire – Filisur – Saint-Moritz.
  - Chargement des autos à travers le tunnel de l'Albula jusqu'à Samedan.
- Lignes de bus pour Bellinzone (Col du San Bernardino), Chiavenna (Col du Splügen), Andeer et Juf (village le plus haut de Suisse habité toute l'année).